# Kategorie wierzytelności
Kategorie wierzytelności – w postępowaniu upadłościowym obejmującym likwidację majątku dłużnika systematyka różnych rodzajów wierzytelności przysługujących wierzycielom upadłego, określająca kolejność ich zaspokojenia ze środków pieniężnych uzyskanych w wyniku likwidacji masy upadłości przez syndyka. 

## Systematyka wierzytelności według kategorii zaspokojenia
- kategoria pierwsza – koszty postępowania upadłościowego, przypadające za czas po ogłoszeniu upadłości należności alimentacyjne oraz renty za wywołanie choroby, niezdolności do pracy, kalectwa lub śmierci oraz z tytułu zamiany uprawnień objętych treścią prawa dożywocia na dożywotnią rentę, należności z tytułu bezpodstawnego wzbogacenia masy upadłości, należności z zawartych przez upadłego przed ogłoszeniem upadłości umów, których wykonania zażądał syndyk, należności powstałe z czynności syndyka albo zarządcy oraz należności, które powstały z czynności upadłego dokonanych po ogłoszeniu upadłości, niewymagających zgody nadzorcy sądowego lub dokonanych za jego zgodą;
- kategoria druga – przypadające za czas przed ogłoszeniem upadłości należności ze stosunku pracy, należności rolników z tytułu umów o dostarczenie produktów z własnego gospodarstwa rolnego, należności alimentacyjne oraz renty za wywołanie choroby, niezdolności do pracy, kalectwa lub śmierci i renty z tytułu zamiany uprawnień objętych treścią prawa dożywocia na dożywotnią rentę, przypadające za dwa ostatnie lata przed ogłoszeniem upadłości należności z tytułu składek na ubezpieczenia społeczne, wraz z odsetkami i kosztami egzekucji;
- kategoria trzecia – podatki i inne daniny publiczne oraz pozostałe należności z tytułu składek na ubezpieczenia społeczne, wraz z odsetkami i kosztami egzekucji;
- kategoria czwarta – inne należności, jeżeli nie podlegają zaspokojeniu w kategorii piątej, wraz z odsetkami za ostatni rok przed datą ogłoszenia upadłości, z odszkodowaniem umownym, kosztami procesu i egzekucji;
- kategoria piąta – odsetki, które nie należą do wyższych kategorii w kolejności, w jakiej podlega zaspokojeniu kapitał, a także sądowe i administracyjne kary grzywny oraz należności z tytułu darowizn i zapisów.

Ponadto wierzytelność nabyta w drodze przelewu lub indosu po ogłoszeniu upadłości, podlega zaspokojeniu w kategorii trzeciej, jeżeli nie podlega zaspokojeniu w kategorii czwartej. Nie dotyczy to wierzytelności powstałej wskutek czynności syndyka albo zarządcy albo czynności upadłego podjętych za zgodą nadzorcy sądowego.
Podstawową kategorią zaspokojenia jest kategoria czwarta. Kategoria pierwsza, druga i trzecia obejmują wierzytelności uprzywilejowane. Kategoria piąta dotyczy wierzytelności zaspokajanych w ostatniej kolejności. Taka konstrukcja kategorii zaspokojenia oznacza, iż co do zasady wierzytelność podlega zgłoszeniu do kategorii czwartej, jeżeli nie należy do kategorii I-III lub V.

## Kolejność i stopień zaspokojenia wierzytelności

### Wierzytelności zabezpieczone rzeczowo
Wierzytelności zabezpieczone rzeczowo (hipoteką, zastawem, zastawem rejestrowym, zastawem skarbowym i hipoteką morską) są uprzywilejowane, gdyż w pierwszej kolejności zaspokaja się je z sumy uzyskanej ze sprzedaży przedmiotu obciążonego zabezpieczeniem pomniejszonej o określoną część kosztów postępowania upadłościowego, w kolejności przysługującego tym zabezpieczeniom pierwszeństwa. Oznacza to, iż sumy uzyskane ze sprzedaży takich przedmiotów nie są dzielone między wszystkich wierzycieli upadłego według kategorii, a jedynie pomiędzy wierzycieli, którzy są uprawnieni do zaspokojenia się z przedmiotu zabezpieczenia.
Jeżeli suma uzyskana ze sprzedaży zabezpieczonego przedmiotu nie wystarczy na zaspokojenie w pełni wierzycieli rzeczowych, biorą oni udział w podziale pozostałych funduszów masy upadłości, stosownie do kategorii wierzytelności.

### Pozostałe wierzytelności
W pierwszej kolejności zaspokajane są należności kategorii pierwszej. Syndyk zaspokaja je na bieżąco, bez konieczności sporządzania planu podziału, w miarę wpływu środków do masy upadłości. Jeżeli okaże się, iż fundusze masy upadłości nie wystarczą na zaspokojenie nawet należności pierwszej kategorii, syndyk sporządza plan podziału i zaspokaja je proporcjonalnie, w zależności od wysokości funduszów masy upadłości.
Obowiązuje zasada, iż należności dalszej kategorii zaspokaja się dopiero po pełnym zaspokojeniu należności kategorii poprzedzających. Oznacza to, iż syndyk może przystąpić do zaspokojenia należności kategorii trzeciej dopiero po pełnym zaspokojeniu należności kategorii pierwszej i drugiej (chyba że w danym postępowaniu nie istnieją należności kategorii pierwszej i drugiej).
Jeżeli fundusze masy upadłości nie wystarczają na zaspokojenie należności danej kategorii w całości, każdy z wierzycieli tej kategorii otrzyma w planie podziału taką część swojej wierzytelności, jaka wynika ze stosunku pozostałych do podziału funduszów do sumy wierzytelności uznanych w danej kategorii. 

## Wierzytelności niezaspokojone w postępowaniu upadłościowym
O ile sąd upadłościowy nie orzekł o umorzeniu niezaspokojonych zobowiązań upadłego, wierzyciel, którego wierzytelność została uznana na liście wierzytelności, lecz nie została w toku postępowania upadłościowego zaspokojona w całości lub w części, może pomimo zakończenia postępowania upadłościowego nadal dochodzić należnych mu sum od dawnego upadłego. Po zakończeniu lub umorzeniu postępowania upadłościowego wyciąg z zatwierdzonej przez sędziego-komisarza listy wierzytelności, zawierający oznaczenie wierzytelności oraz sumy otrzymanej na jej poczet przez wierzyciela, jest tytułem egzekucyjnym przeciwko upadłemu.